# تفنگ گرمایی

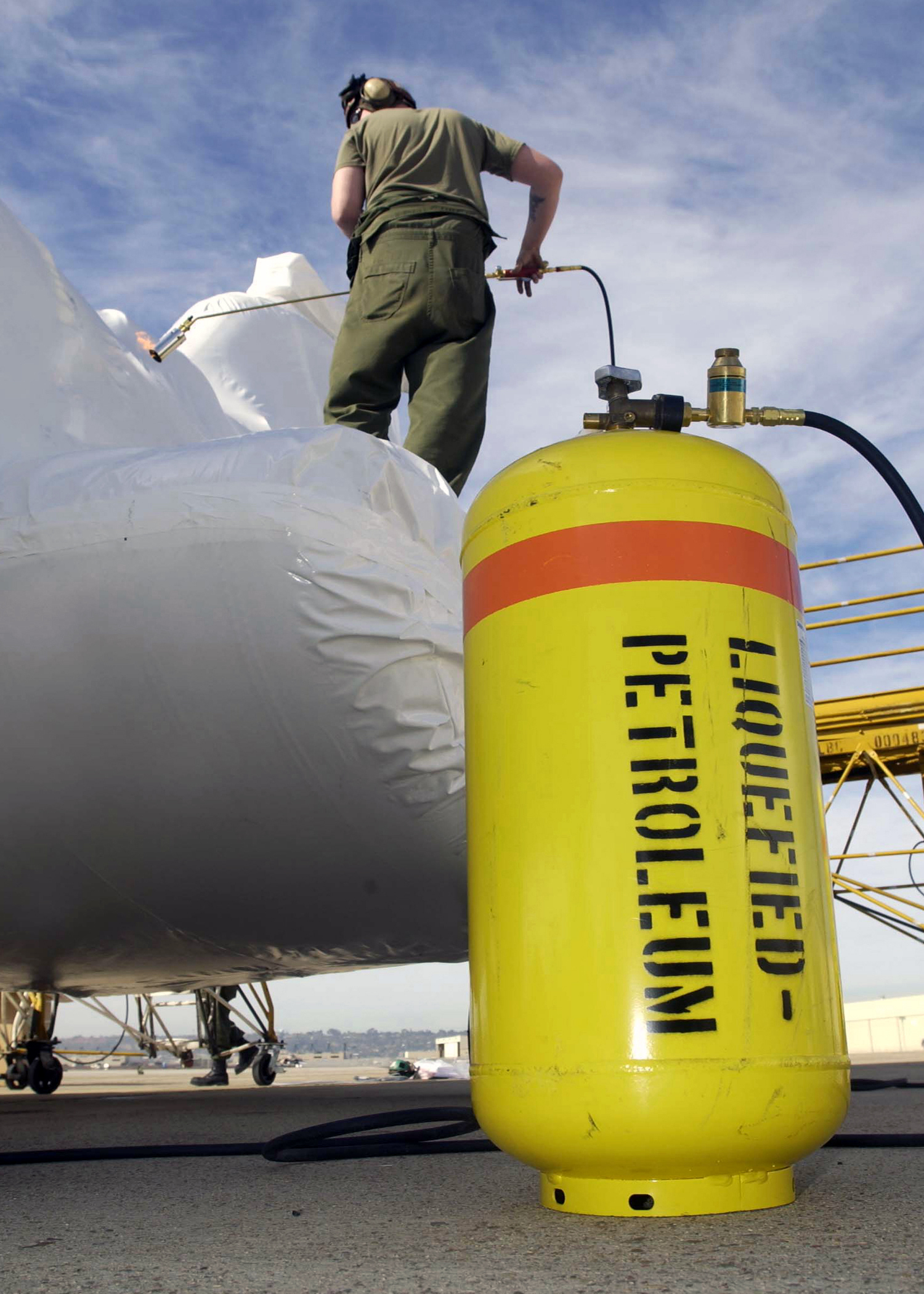
نمونه‌ای از تفنگ گرمایی با قابلیت هدایت آتش

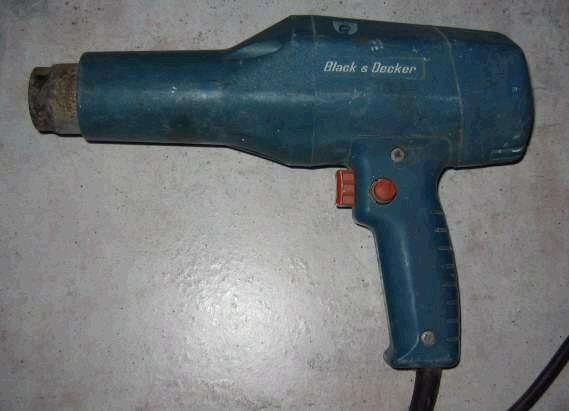
نمونه‌ای از تفنگ گرمایی دارای المنت‌های گرمایی

تفنگ گرمایی (به انگلیسی: heat gun) یا سشوار صنعتی، دستگاهی به شکل کلیِ تفنگ دستی با لولهٔ بلند و دارای ماشه است که قادر است جریانی از هوای بسیار گرم را به سمت نقطه‌ای مشخص هدایت کند. دمای این هوای بسیار گرم معمولاً بین ۱۰۰ تا ۵۵۰ درجهٔ سانتی‌گراد است که گاه در گونه‌های ویژه‌ای حتی به بیش از ۷۲۰ درجهٔ سانتی‌گراد نیز می‌رسد.
برخی تفنگ‌های گرمایی دارای المنت‌های گرمایی‌اند که از انرژی برق تغذیه می‌کنند، اما برخی دیگر شعله‌های آتش را شلیک می‌کنند که منبع انرژی آنها می‌تواند انواع گوناگونی از هیدروکربن‌ها باشد.